# 仙台市立川平小学校
仙台市立川平小学校（せんだいしりつ かわだいらしょうがっこう）は宮城県仙台市青葉区川平三丁目にある公立小学校である。2021年の児童数は468人、19学級、教職員36人。

## 概要
仙台市立中山小学校から独立し、仙台市立64番目の小学校とした。開校当時は児童数582名15学級だった。その後団地内の住宅増加により児童数1,200余名31学級までになったが、1988年から漸減傾向に推移している。

## 沿革
- 1979年（昭和54年）
  - 4月1日 - 中山小学校より分離開校[2]
  - 7月 - プール竣工し、校章決定。
  - 9月 - 校木「ケヤキ」制定し、植樹。
  - 10月 - 校旗・校歌制定披露発表会開催。
- 1980年（昭和55年）4月 - 単独調理方式による学校給食開始。
- 1988年（昭和63年）11月 - 開校10年記念式典挙行し、祝賀会開催。タイムカプセル埋設。
- 1990年（平成2年）4月 - 知的障害学級（「たんぽぽ」）新設。
- 1994年（平成6年）4月 - 情緒障害学級（「たんぽぽ2」）新設。
- 1996年（平成8年）12月 - 身障者用スロープ・トイレ設置。
- 1997年（平成9年）2月 - コンピュータ室設置。
- 1999年（平成11年）10月 - 開校20周年記念式典挙行し、祝賀会開催。タイムカプセル埋設。
- 2002年（平成14年）
  - 3月 - 校内LAN工事完成。
  - 4月 - 校舎耐震補強及び外部改修工事着工。
  - 10月 - 校舎耐震補強及び外部改修工事完成。
- 2003年（平成15年）4月 - 情緒障害学級と肢体不自由学級新設。
- 2008年（平成20年）8月 - コンピュータ更新。
- 2009年（平成21年）7月 - 開校30周年記念式典挙行し、祝賀会開催。
- 2010年（平成22年）4月 - 各教室50インチ液晶テレビ導入。
- 2011年（平成23年）
  - 3月 - 11日午後に発生した東日本大震災（Ｍ9.0）により、避難所開設（6日間）。
  - 12月 - 震災復旧工事完了（校舎・校庭・プール）。
- 2013年（平成25年）3月 - 防災備蓄倉庫設置。
- 2014年（平成26年）8月 - 学校支援地域本部設置。
- 2015年（平成27年）
  - 2月 - 防災対応型太陽光発電システム設置。
  - 10月 - 第1回川小フェスタ。
- 2016年（平成28年）
  - 8月 - 災害時給水栓設置。
  - 9月 - 川平地区総合防災訓練。
- 2017年（平成29年）8月 - 全校LED照明工事。
- 2018年（平成30年）
  - 8月 - 校内無線LAN配置し、タブレット40台導入。
  - 10月 - 近隣五校連携防災訓練実施。
- 2019年（令和元年）11月 - 開校40周年記念式典挙行。
- 2020年（令和2年）6月 - 新型コロナウイルス感染拡大防止による臨時休校の影響で延期された始業式と令和2年度入学式挙行。
- 2021年（令和3年）3月 - 体育館トイレ改修・バリアフリー化。

## 学区
出典
- 川平二2丁目（28番のみ）
- 川平3丁目
- 川平4丁目
- 川平5丁目
- 中山7丁目
- 中山8丁目
- 中山9丁目
- 西勝山

## 卒業後の進路
出典
- 仙台市立中山中学校 - 川平2丁目（28番(8号・16号)[5]）、中山7丁目、中山8丁目、中山9丁目、西勝山から通う児童の主な進学先
- 仙台市立桜丘中学校 - 川平2丁目（28番30号のみ[5]）、川平3丁目、川平4丁目、川平5丁目から通う児童の進学先